# Tommaso Palamidessi
Tommaso Palamidessi (Pisa, 16 de fevereiro de 1915 — Roma, 29 de abril de 1983) foi um pensador cristão e um esoterista italiano. 
Precocemente atraído pela astrologia, parapsicologia e doutrinas de ioga-tântrico, ele foi levado a fundar uma escola de Cristianismo Esotérico, que ele chamou "Archeosofica" (Arqueosófica).     
Em 1968, ele fundou em Roma a “Associazione Archeosofica”, que ainda está ativa e conta alguns milhares de membros, tanto na Itália. que no resto da Europa (principalmente na Alemanha, Portugal e França).

## Biografia

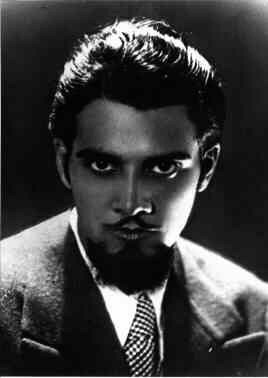
T. Palamidessi aos 25 anos de idade

### 1915 - 1939 Juventude e estudos ocultistas
Nascido em Pisa em 16 de Fevereiro de 1915 de Carlo Palamidessi, oficial do Exército e da poetisa Luigia Tagliata, em 1920 Tommaso Palamidessi mudou-se para a Sicília. Nessa época começa interessar-se pela astronomia, astrologia, botânica, medicina e religião e viajou para Tripoli e Tunis para aprofundar o seu conhecimento do sufismo islâmico.
A partir de 1933, quando se mudou para Turim, ele aplicou-se a uma intensa pesquisa sobre a astrologia, a  alquimia e o ioga, as experiências extra-sensoriais, a Egiptologia e o estudo de hieróglifos - este último realizado em colaboração com o diretor do Museu Egípcio de Turim, Ernesto Scamuzzi.  
Suas publicações sobre o ioga tântrico incluem: Os poderes ocultos do Yoga tântrico Indo-Tibetano, A Tecnica sexual do Yoga Tântrico; O Poder Erótico de Kundalini Yoga; Yoga para não morrer. Durante estes anos Tommaso Palamidessi foi o primeiro a abrir uma escola de Yoga na Itália. Nesses anos, ele também escreveu um extenso comentário inédito sobre a teurgia egípcia e o Livro dos Mortos.

### 1940 – 1947 Os quarenta e as obras astrológicas
No final da década de 1940 Palamidessi, como mencionado, começou a ensinar astrologia e ioga. Ele se tornou um dos primeiros autores italianos de astrologia da década de 1900. No catálogo da Biblioteca Nacional aparecem apenas seis tratados de astrologia escritos por autores italianos entre 1900 e 1939. Na maioria dos casos, estas são introduções gerais e muitas vezes misturadas com quiromancia, fisionomia e ocultismo. Nestes anos Tommaso Palamidessi escreveu seis tratados de astrologia: Il Corso degli Astri e le Malattie nell’Uomo (O Curso dos astros e as doenças no Homem); Medicina e le Influenze Siderali (Medicina e as influências siderais); Astrologia Mondiale (1941); Influenze cosmiche e la diagnosi precoce del Cancro (1943) (Influências cosmicas e a diagnose precoce do Cancro)  Terremoti, Eruzioni e influenze cosmiche (1943) (Terremotos, erupções e influências cosmicas) e não esquecendo o Effemeridi Perpetue (1941) (Efemérides Perpetuas)
Na época, Palamidessi estabeleceu contatos com o grupo astrológico da Escola de Hamburgo. Também era em contacto com astrólogos franceses, tais como, Alexandre Volguine (1903-1976), Henry Joseph Gouchon (1898-1978) e Jacques Reverchon (1909-1985). Como Reverchon, Gouchon gravita em torno da revista Cahiers Astrologiques (1938-1983) fundada por Volguine. Pode certamente contar-se o inglês Francis Rolt-Wheeler (1876-1960), uma figura curiosa e poliédrica, escritor e sacerdote anglicano com que Palamidessi realizou uma relação de colaboração.

### 1947-1968 Os cinquenta anos e a conversão a Cristo
Em 1947 casou-se com Rosa Tommaso Palamidessi Francesca Bordino (1916-1999), que lhe deu uma filha, Silvestra (1948-1996). Em 1949, uma crise espiritual radical levou-o a uma profunda conversão a Cristo e, consequentemente, ele decidiu suspender suas publicações de ioga.
Em 1953 mudou-se para Roma com sua família e colaborou com vários jornais, entre os quais vale a pena mencionar a Tribuna Illustrata, a mais antiga revista semanal italiana onde escreveu uma seção sobre esoterismo e astrologia até 1969, quando a revista desapareceu. Ele visitou os mosteiros de Kalambaka, Tessália e Mt. Athos, em 1957, e de Jerusalém na Páscoa de 1966, onde teve revelações especiais no Mt. Gólgota e no Getsêmani.
O estudo da Patrística fez consolidar a sua fé no que ele considerava o Cristianismo Esotérico autêntico. Por esta altura a sua formulação de uma nova síntese doutrinal para o despertar espiritual do homem e da mulher tomou forma e nasceu Archeosofica (Arqueosófica).

### 1968-1973  A fundação da “Archeosofica” e da Associazione Archeosofica
Em 29 de setembro de 1968 Tommaso Palamidessi fundou Archeosofica, Escola Esotérica de Alta Iniciação em Roma. A fundação da Archeosofica estava enraizada no espírito de colaboração para realizações espirituais de Palamidessi . Na verdade Tommaso Palamidessi fundou Archeosofica como “uma escola gratuita para acadêmicos livres, que não devem sentir-se alunos nem aprendizes, mas irmãos que escutam da viva voz de outros irmãos.”
"É um apelo dirigido a todos, e não importa se eles pertencem a diferentes comunidades (Teósofos, Antropósofos, Martinistas, Rosacruzes, os Católicos, Iogistas, etc.). A Irmandade é uma só, e ela pode ter apenas um verbo: Amai-vos uns aos outros; e um único mestre: Jesus, o Cristo".

Nos anos seguintes, ele viajou para a Índia, a Caxemira, Nepal, China, América do Sul, mas a partir de 1968 por diante os seus esforços foi consagrado sobretudo ao desenvolvimento da doutrina arqueosófica e à organização dos muitos grupos de estudo e experimentação que logo se espalharam na Itália toda . Em seguida, em 1973, fundou uma associação cultural ou seja a Associazione Archeosofica com o objectivo de desenvolver e difundir a Arqueosofia no mundo todo .

## Obra
Em razão de uma longa busca de vida espiritual e de uma conversão ao Cristo na maturitade, a filosofia de Tommaso Palamidessi é muito articulada e vasta. Afinal Palamidessi sempre definiu-se cristão  embora de um cristianismo esotérico. 
A obra de Palamidessi contém muitos aspectos inovativos numa grande abundância de argumentos desenvolvidos em mais de 100 livros e cadernos publicados pela Associação Arqueosófica. Todavia alguns foram particularmente importantes e centrais no suo pensamento.

### Arqueosofia
A Arqueosofia é um termo desenvolvido pelo Tommaso Palamidessi que tem origem na Primeira Carta aos Corintios de São Paulo (1Cor 2.6-9)
“Na realidade, é aos perfeitos na fé que falamos de uma sabedoria que não foi dada por este mundo, nem pelas autoridades passageiras deste mundo. Ensinamos uma coisa misteriosa e escondida: a sabedoria de Deus (Arqueosofia), aquela que Ele projectou desde o princípio do mundo para nos levar à sua glória. Nenhuma autoridade do mundo conheceu tal sabedoria, pois se a tivessem conhecido não teriam crucificado o Senhor da glória. Mas, como diz a Escritura: «O que os olhos não viram, os ouvidos não ouviram e o coração do homem não percebeu, foi isso que Deus preparou para aqueles que O amam». Deus, porém, revelou-o a nós pelo Espírito.”
No pensamento de Palamidessi, a Archeosofia a que São Paulo alude é a "Ciência dos princípios" 
"A Arqueosofia é o conhecimento integral, é a sabedoria arcaica ou, noutros termos, a "Ciência dos princípios". Como já foi dito, ela deriva das palavras gregas árkhé = princípio, e sophía = sabedoria. A Arqueosofia facilita o conhecimento dos mundos superiores através do desenvolvimento no homem de novos sentidos definidos espirituais.
A Arqueosofia não é somente uma filosofia que explica a origem e o fim do homem e do cosmo do qual este faz parte, é antes de tudo um método experimental puro; nunca perde de vista que a filosofia foi a substituta, muitas vezes insegura, do sustento moral e intelectual do homem, que assiste incapaz à sua própria caducidades e à das outras pessoas do nascimento até a morte. Ela deduz que a filosofia nasceu quando o homem perdeu o contacto espiritual com o Absoluto ou Árkhé, ou seja, não apenas o diálogo e a vida de união com Deus se fizeram sempre mais obscuros, fragmentados e duvidosos. A filosofia tornou-se o instrumento, de certo modo, para formular a hipótese de trabalho, o caminho teorético para retornar ao Árkhé, cheia de estridentes contradições. " - Tommaso Palamidessi, Tradição arcaico e Fundamentos de Archeosophical Iniciação de 1968. 

### Ascese Integral
No pensamento de Tommaso Palamidessi quem quer resolver o problema religioso tem que apoiar-se sobre uma ciência espiritual sólida e em técnicas de despertar espiritual e transmutação interior. O programa inclui ginástica especial, técnicas de respiração, métodos de meditação, ações psico-dinâmicas sobre hormônios e plexos nervosos a fim de ascender ao que corresponde ao corpo e, apesar de não ser o corpo, torna-se o conjunto dos corpos energéticos permeando o orgânico com o objetivo de finalmente atingindo o corpo causal, onde o eu imortal reside. Desdobramentos ou Experiências fora do corpo (a fim de ter uma experiência direta e pessoal de mundos espirituais), métodos de meditação sobre os centros de força diretamente ligada com os três princípios do Ego imortal (como a meditação sobre o coração definida por Palamidessi como cardiognosis ou "conhecimento interior do coração" ) e exercícios de memória de algumas vidas passadas são parte do roteiro de auto-conhecimento e da viagem em direção a Deus. A arte também busca seu importante lugar na Ascese desenvolvida por Palamidessi, em particular o uso das cores e da música para o despertar e o desenvolvimento dos centros de força.

### Sofiologia
Tommaso Palamidessi dedicou uma boa parte da sua obra à Sofiologia e ao problema Sofianico. Os estudos de Vladimir Solovyov, Jakob Bohme e Sergei Bulgakov juntos a algumas práticas ascéticas e experiências sofianicas foram muito ispiradores assim que no 1975 escreveu o primeiro tratado teologico original escrito por um italiano sobre a Sofiologia. A novidade do pensamento de Palamidessi é constituída pelo desenvolvimento na Sofiologia de um discurso ascetico além de um discurso teológico. Na visão teológica de Palamidessi Sofia não é só uma representação perfeita da humanidade renovada pelo Cristo, ela também é uma criatura metafísica que em especiais condicões pode ser contactada espiritualmente pelo místico. Instrumento fundamental nessa procura é a ascese mística e a meditação sobre o coração ou cardiognose.

### Cardiognose
A Cardiognose ou oração continua do coração é uma técnica alegadamente do cristianismo ortodhoxo que Palamidessi aprende em Kalambaka no 1957. Essa consiste em uma forma de oração continua com a repetição do nome de Jesus Cristo e de meditação sobre o coração que envolve alguamas técnicas afins as técnicas ioga. Palamidessi achou essa técnica muito eficaz pela transmutação interior se bem dirigida então a sugere como ferramenta indispensável pelo místico cristão.

## Algumas obras
- Il Corso degli astri e le malattie nell'uomo: trattato teorico-pratico di cosmopatogenesi con 22 figure, Milan: F.lli Bocca, 1940 (2nd ed. Archeosofica 1985).
- La medicina e gli influssi siderali, Milan: F.lli Bocca, 1940.
- Astrologia mondiale: il destino dei popoli rivelato dal corso degli astri, Turin: T. Palamidessi, 1941 (2nd ed. Archeosofica 1985).
- Gli influssi cosmici e la diagnosi precoce del cancro, Turin: T. Palamidessi, 1943.
- Terremoti, eruzioni e influssi cosmici, Turin: T. Palamidessi, 1943.
- I poteri occulti dell'uomo e lo yoga tantrico indo-tibetano, Turin: Spartaco Giovene, 1945 (2nd ed. Archeosofica 1988, 3rd ed. ArkeiosISBN 9788886495233 ).
- La tecnica sessuale dello yoga tantrico indo-tibetano, Turin: Edizioni Grande Opera, 1948 (2nd ed. Archeosofica 1988, 3rd ed. Arkeios ISBN 9788886495226).
- La potenza erotica di kundalini yoga: lo yoga del potere serpentino ed il risveglio dei ventuno chakra, Turin: Grande Opera, 1949.
- Lo yoga per non morire: metodi sperimentali indù per realizzare l'immortalità autocosciente, Turin: Grande Opera, 1949.
- L'alchimia come via allo spirito: l'autorealizzazione magica e la psicologia del profondo, svelate dalla tradizione ermetica, Turin: Grande Opera, 1949 (2nd ed. Arkeios 2001).
- Gli astri nella diagnosi e cura del cancro, Turin: Ed. Grande Opera, 1949.
- Tecniche di risveglio iniziatico: i centri di forza e la metafisica sperimentale, Rome : Edizioni Mediterranee, 1975 (2nd ed. 1983).
- Archeosofia, 5 volumes, Rome: Archeosofica, 1985-1988 (2nd ed. Arkeios 2001, ISBN 9788886495264).
- Il libro cristiano dei morti, Rome: Arkeios, 1985.
- Le basi della teologia sofianica : nuove indagini bibliche, Rome: Arkeios, 1986.
- L'icona, i colori e l'ascesi artistica: dottrina ed esperienze per una Via verso l'autosuperamento ed una coscienza divina nell'arte, Rome: Arkeios, 1986.
- Ricettario Erboristico, Rome: Arkeios, 1987.